# Foresta nazionale Croatan
La foresta nazionale Croatan (Croatan National Forest) è una delle Foreste Nazionali degli Stati Uniti; istituita il 29 luglio 1936, è situata sulla costa atlantica dello stato della Carolina del Nord.
È amministrata dall'United States Forest Service, un organismo del Dipartimento dell'Agricoltura degli Stati Uniti d'America.
La foresta è gestita, insieme alle altre tre Foreste Nazionali della Carolina del Nord (la Nantahala National Forest, la Pisgah National Forest e la Uwharrie National Forest), dal quartier generale di Asheville, ed inoltre dispone di un ufficio locale dei guardiaparco a New Bern nella Carolina del Nord.

## Geografia
La foresta copre 159 885 acri (647,0 km²) di terra costiera. È delimitata su tre lati dai fiumi Neuse, Bogue Sound e dal White Oak.
La foresta di Croatan è caratteristica per le sue pinete, gli estuari, le paludi e le saline.
È adatta per il trekking, il campeggio, la caccia, le escursioni in bicicletta ed in fuoristrada. I fiumi circostanti, i laghi interni e le insenature consentono il nuoto, la pesca, il canottaggio e la canoa. Vicine alla foresta ci sono le città di New Bern e di Morehead City, entrambe nella Carolina del Nord.

## Escursionismo
Nella foresta di Croatan si possono trovare vari sentieri per escursioni; fra gli altri il Neusiok Trail che offre 21 miglia (33,8 km) di pista attraverso paludi e foreste di pini, il "Cedar Point Tideland Trail" che si snoda, attraverso una palude salata e lungo il fiume White Oak, fino all'Island Creek Forest Walk con la sua foresta di legni duri, il "Black Swamp OHV Trail" che offre 8 miglia (12,9 km) di percorso per fuoristrada e moto, ed il "Catfish Lake Road" con i suoi 13 km di lunghezza ed i molti sentieri da esplorare.

## Flora e fauna
La foresta nazionale di Croatan si trova all'interno dell'ecoregione delle foreste costiere del Medio Atlantico.
Vi si trova una grande varietà di animali marini e terrestri. Alcune delle specie selvatiche che vivono nella foresta sono gli orsi grigi, molte varietà di rettili e di anfibi, aquile calve ed alligatori.
La foresta è ricca di pini e si trovano varie pinete a tutt'oggi ancora intatte.
Si possono trovare piante carnivore come la Dionaea muscipula, la Drosera e la Sarracenia.
Vi sono anche alcune aree sabbiose all'interno della foresta che rappresentano un habitat incontaminato per i serpenti a sonagli.

## Habitat
La foresta nazionale di Croatan offre una varietà di habitat che forniscono eccellenti rifugi alla fauna selvatica. Ci sono molte savane di pini palustri (comunemente chiamati Longleaf Pine) che costituiscono l'habitat ideale per il picchio della coccarda che si trova in abbondanza all'interno di queste foreste, e savane quasi impenetrabili di pini della specie Pinus serotina, oltre a molte vecchie foreste di faggi e querce.
Le paludi sono molto abbondanti e rappresentano i verdi smeraldi di queste foreste.

## Aree Wilderness
Ci sono quattro aree designate ufficialmente come aree wilderness all'interno della foresta nazionale Croatan che fanno parte del Sistema nazionale di conservazione delle aree Wilderness:
- Catfish Lake South Wilderness
- Pocosin Wilderness
- Pond Pine Wilderness
- Sheep Ridge Wilderness